# Jaume Cadell
Jaume Cadell (Mallorca, segle xvi), lloctinent del governador general Berenguer d'Oms.
Cadell rebé l'ordre de Berenguer d'Oms de reduir per la força la Revolta Forana. El 29 d'abril de 1451, amb 80 infants i 20 cavallers, sortí de la ciutat de Mallorca cap a Llucmajor i després cap a Porreres, itinerari en el qual reuní forans lleials al rei, per oposar-se als revoltats.
El primer d'abril era a Sineu amb una tropa de 736 peons i 170 cavallers, on rebé la notícia que Simó Ballester havia sortit d'Inca, devastat sa Pobla i arribat a Muro. Cadell partí de Sineu cap a Muro, disposat a travar batalla amb els pagesos a camp obert. Però quan arribà a ses Eres ja només tenia 400 infants i 150 cavallers, mentre la resta havia desertat o passat al camp forà. El lloctinent fou finalment vençut a Son Fornari i s'hagué de refugiar a l'antic palau dels comtes d'Empúries a Muro. La seva derrota va fer patent el poder de la Revolta Forana i consolidà la figura de Simó Tort Ballester com a cap polític i militar de la revolta.